# Sassoferrato (malarz)

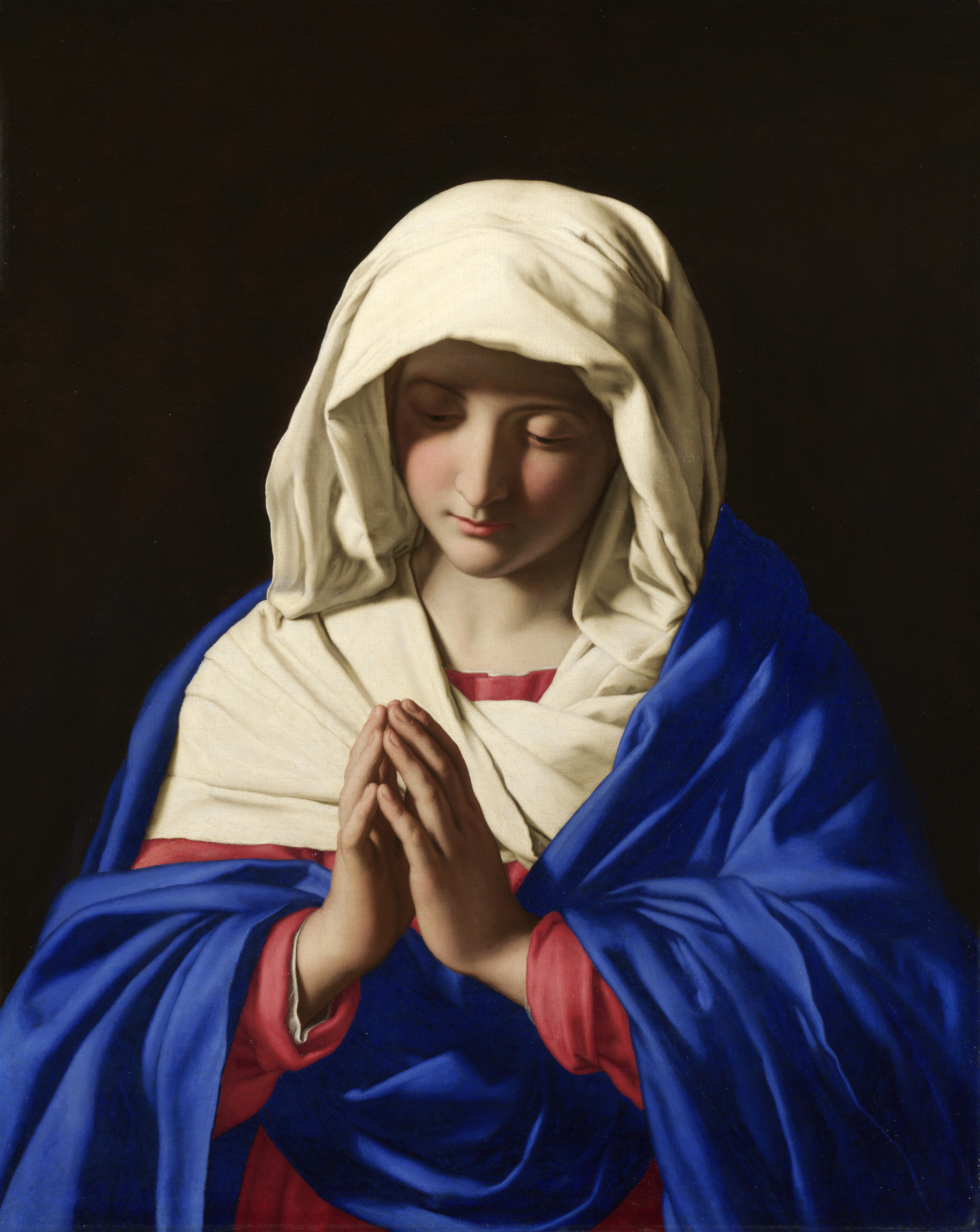
Madonna (1640-50)

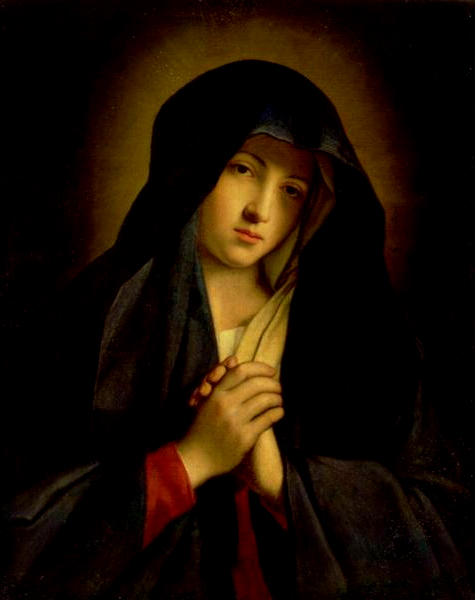
Smutna Madonna

Sassoferrato, właśc. Giovanni Battista Salvi (ur. 1609 w Sassoferrato, zm. 1685 w Rzymie) – włoski malarz okresu baroku.
Był uczniem Domenichina. Pewien czas spędził w Neapolu. Malował sceny religijne oraz portrety. Zasłynął przede wszystkim z wizerunków Madonn, inspirowanych wzorcami XV i XVI wieku, głównie Rafaelem i Peruginem. Radykalnie upraszczał kompozycję swoich dzieł oraz ich kolorystykę (czyste nasycone barwy bez efektu sfumato). Duży zbiór jego rysunków znajduje się w Windsor.

## Wybrane dzieła
- Adoracja Dzieciątka - Museo di Capodimonte, Neapol
- Autoportret (ok. 1650) - Galeria Uffizi, Florencja
- Madonna Różańcowa (1643) - Santa Sabina, Rzym
- Madonna z Dzieciątkiem - Galeria Obrazów Starych Mistrzów w Dreźnie
- Madonna z Dzieciątkiem - Luwr, Paryż
- Madonna z Dzieciątkiem - National Gallery w Londynie
- Madonna z Dzieciątkiem - Prado, Madryt
- Madonna z Dzieciątkiem - Narodowa Galeria Irlandii, Dublin
- Madonna z Dzieciątkiem (ok. 1650) - Galeria Borghese, Rzym
- Madonna z Dzieciątkiem (ok. 1650) - Muzeum Historii Sztuki w Wiedniu
- Madonna z Dzieciątkiem (ok. 1650) - Muzea Watykańskie
- Madonna ze śpiącym Dzieciątkiem (ok. 1650) - Galleria nazionale delle Marche, Urbino
- Mistyczne zaślubiny św. Katarzyny (1650) - Wallace Collection, Londyn
- Opłakiwanie Chrystusa (ok. 1640) - Gemäldegalerie, Berlin
- Portret kardynała Girolama Albaniego (ok. 1645) - Muzea Watykańskie
- Portret kardynała Paola Emilia Rondaniniego - Ringling Museum, Sarasota
- Święta Rodzina - Gemäldegalerie, Berlin
- Ukrzyżowanie - Galeria Narodowa, Urbino
- Zwiastowanie - Luwr, Paryż